# Darko Tasewski
Darko Tasewski (ur. 20 maja 1984 w Skopju) – macedoński piłkarz grający na pozycji środkowego pomocnika.
Jest wychowankiem Vardaru Skopje, w którego zespole seniorów zadebiutował w wieku dwudziestu lat. Dwa lata później przeniósł się do ukraińskiego Metałurhu Zaporoże, z którym w 2006 roku dotarł do finału Pucharu Ukrainy (0:1 z Dynamem Kijów). Łącznie w Ukraińskiej Wyszczej Lihej rozegrał trzydzieści meczów.
Przed rozpoczęciem rundy jesiennej sezonu 2007/2008 trafił do mistrza Bułgarii Lewskiego Sofia. W zespole prowadzonym przez Stanimira Stoiłowa walczył o miejsce w składzie z Cédrikiem Bardonem i Christo Jowowem. W 2012 roku przeszedł do izraelskiego Hapoelu Ironi Kirjat Szemona. W 2014 roku został zawodnikiem klubu Bangkok Glass. Następnie grał w Suphanburi FC, a w 2017 przeszedł do Khon Kaen.
W reprezentacji Macedonii zadebiutował w 2005 roku. Był podstawowym graczem drużyny walczącej o awans do Euro 2008 oraz Mundialu 2010.

## Sukcesy piłkarskie
- finał Pucharu Ukrainy 2006 z Metałurhiem Zaporoże
- mistrzostwo Bułgarii 2009 z Lewskim Sofia